# Antónovo
Antónovo (en rus: Антоново) és un poble de l'óblast de Vólogda, a Rússia, que el 2002 tenia 20 habitants.